# Cratoptera porimata
Cratoptera porimata là một loài bướm đêm trong họ Geometridae.